# Rafael Domingo Oslé
Rafael Domingo Oslé (Logronho, 1963) é um jurista espanhol, historiador do direito e professor de direito especializado em direito romano antigo, direito comparado, direito e religião e direito internacional. Domingo é professor de direito e religião na Universidade Emory e professor de direito da Universidade de Navarra.